# Fecenia nicobarensis
Fecenia nicobarensis är en spindelart som först beskrevs av Benoy Krishna Tikader 1977.  Fecenia nicobarensis ingår i släktet Fecenia och familjen Psechridae.
Artens utbredningsområde är Nicobarerna. Inga underarter finns listade i Catalogue of Life.